# Collegio elettorale di San Sepolcro (Regno di Sardegna)
Il collegio elettorale di San Sepolcro è stato un collegio elettorale uninominale del Regno di Sardegna, uno dei sette in provincia di Arezzo. 
È stato istituito in base al decreto del Consiglio dei Ministri del Regio governo delle Toscana del 21 gennaio del 1860. 
Comprendeva i territori di Anghiari, Badia Tedalda, Caprese, Monte Santa Maria, Monterchi, Pieve Santo Stefano, San Sepolcro, Sestino
Dalla VIII legislatura il territorio fu compreso nell'omonimo collegio del Regno d'Italia.

## Dati elettorali
Nel collegio si svolsero votazioni per la sola VII legislatura.

### VII legislatura
Le votazioni si svolsero in 387 collegi uninominali a doppio turno. Come previsto dalla legge elettorale del 20 novembre 1859, era eletto al primo turno il candidato che «riunisce in suo favore più del terzo dei voti del total numero dei membri componenti il collegio e più della metà dei suffragi dati dai votanti presenti all'adunanza» (art. 91). Se nessun candidato era eletto, al ballottaggio tra i due candidati con più voti era eletto chi otteneva il maggior numero di voti (art. 92) o, in caso di ugual numero di voti, il maggiore d'età (art. 93).
| Partito                            | Partito                            | Candidato                          | Risultati 25 marzo 1860 | Risultati 25 marzo 1860 |
| Partito                            | Partito                            | Candidato                          | Voti                    | %                       |
| ---------------------------------- | ---------------------------------- | ---------------------------------- | ----------------------- | ----------------------- |
|                                    | —                                  | Giambattista Collacchioni          | 423                     | 97,92                   |
|                                    | —                                  | Voti dispersi                      | 9                       | 2,08                    |
|                                    |                                    |                                    |                         |                         |
| Iscritti                           | Iscritti                           | Iscritti                           | 625                     | 100,00                  |
| ↳ Votanti (% su iscritti)          | ↳ Votanti (% su iscritti)          | ↳ Votanti (% su iscritti)          | 437                     | 69,92                   |
| ↳ Voti validi (% su votanti)       | ↳ Voti validi (% su votanti)       | ↳ Voti validi (% su votanti)       | 432                     | 98,86                   |
| ↳ Schede non valide (% su votanti) | ↳ Schede non valide (% su votanti) | ↳ Schede non valide (% su votanti) | 5                       | 1,14                    |
| ↳ Astenuti (% su iscritti)         | ↳ Astenuti (% su iscritti)         | ↳ Astenuti (% su iscritti)         | 188                     | 30,08                   |